# Hélène Aperia-Meurling

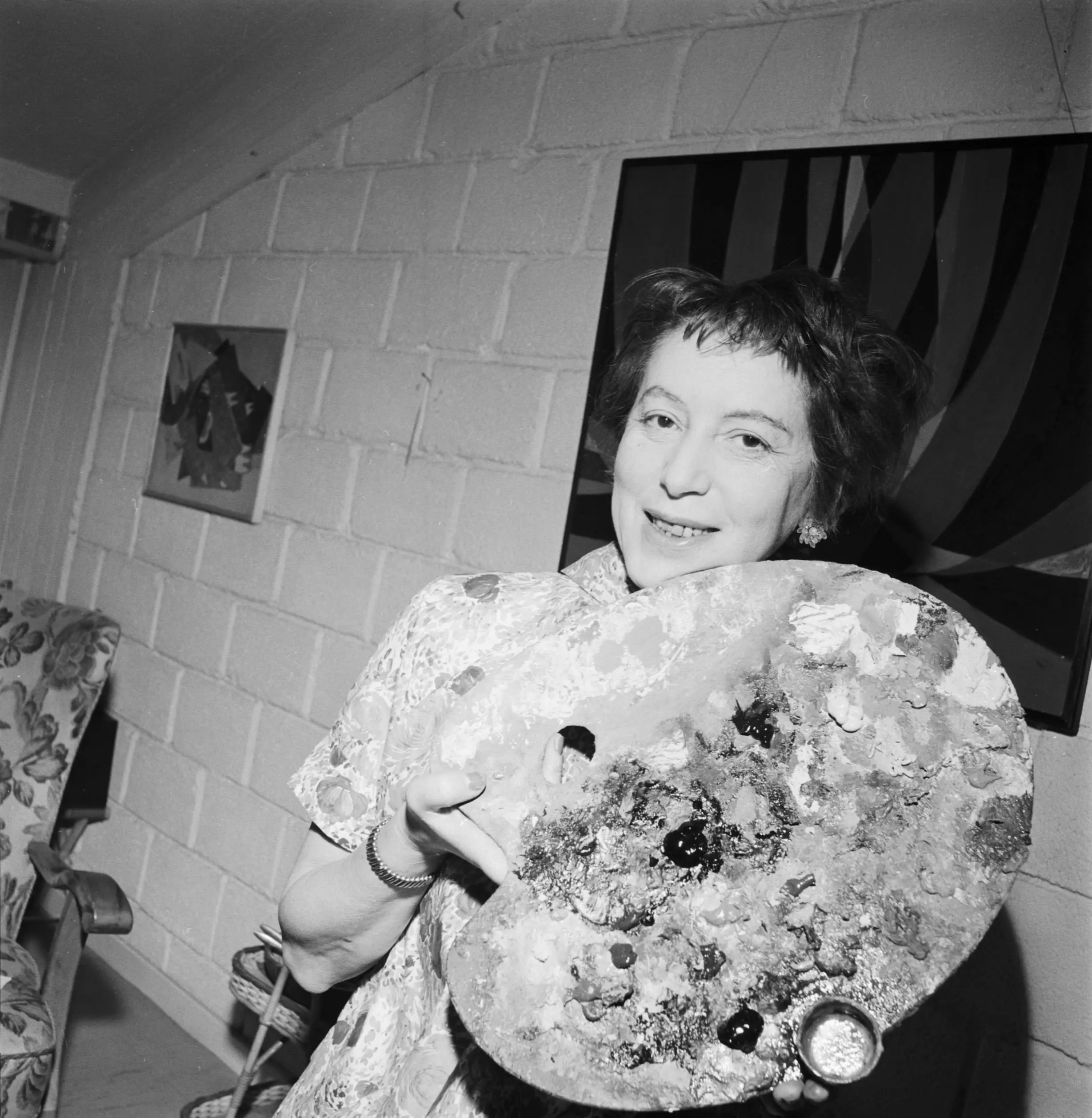
Hélène Aperia-Meurling i sin ateljé i huset Icarus 8, Gamla stan, Stockholm. Foto: Spårvägsmuseet på Digitaltmuseum.se

Hélène Maria Magda Lena Apéria-Meurling, född Apéria 20 mars 1903 i Helsingfors, död 21 augusti 1986 i Stockholm, var en svensk konstnär och poet.
Hon var dotter till fabrikören Max Apéria och Rebecka, född Ammerman, samt syster till skulptören Ester (Essie) Apéria-Lemon. Apéria-Meurling var gift 1932–1935 med Johannes Edfelt och 1936–1945 med Per Meurling. Efter realexamen studerade hon konst vid Gottfrid Larssons och Edward Berggrens målarskola samt målning och skulptur vid Konsthögskolan 1929–1933 och grafik 1948–1949. Hon företog ett flertal studieresor och under en vistelse i Paris studerade hon en period vid École des Beaux Arts samt vid flera olika konstakademier i Italien där hon dessutom studerade språk vid universitetet. 
Separat ställde hon ut bland annat i Esseltehallen i Stockholm 1939 och hon medverkade i flera samlingsutställningar, bland annat i Konstsalongen Rålambshof 1943 tillsammans med Isaac Grünewald, Gunnar Hallström och Hjalmar Strååt, och med Sveriges allmänna konstförening. Hennes konst består av figurscener, stads- och landskapsvyer, stilleben och porträtt där porträttet av professor Axel Hägerström utmärker sig. Hon målade i olja, tempera och akvarell, men arbetade också med kolpenna och i träsnitt och litografi. Hon gjorde även illustrationer och omslaget till sin maken Per Meurlings bok Den blodiga arenan (1937), om det spanska inbördeskriget.
Som författare medverkade Apéria-Meurling med dikter, noveller och artiklar samt egna illustrationer i bland annat tidskrifterna Ord och bild, Folklig kultur och Lyrikvännen. Några av Apéria-Meurlings dikter lästes in av Anita Björk och illustrerades 1970 med musik av Ralph Lundsten i hans Opus 47. Aperia-Meurling är representerad vid Nationalmuseum, Moderna museet i Stockholm och Bonnierska porträttsamlingen.
Apéria-Meurling återtog mot slutet av sitt liv första makens efternamn och hette vid sin död Edfelt Apéria. Hon är gravsatt på Norra begravningsplatsen i Stockholm.